# S5W-reaktor
S5W-reaktor är en amerikansk typ av tryckvattenreaktor för ubåtsbruk, utvecklad av företaget Westinghouse. Den första reaktorn användes ombord på ubåten USS Skipjack som sjösattes i maj 1958, totalt kom reaktortypen att användas i 98 amerikanska ubåtar och en brittisk ubåt. Vid bränslebyte har flera av reaktorerna laddats med en reaktorhärd framtagits för S3G-reaktorn.
S5W betyder:
- S = Ubåts plattform
- 5 = Tillverkarens femte generation av reaktorhärd
- W = Westinghouse

## Användning
Alla amerikanska atomubåtar byggda mellan USS Skipjack och första ubåten i Los Angeles-klassen är utrustade med reaktorers av S5W modellen. En S5W-reaktor driver även Storbritanniens första atomubåt, HMS Dreadnought.
Följande ubåtsklasser använde reaktortypen:
- Skipjack
- Permit
- George Washington
- Ethan Allen
- Lafayette
- James Madison
- Sturgeon
- Benjamin Franklin